# .vc
.vc je vrhovna internetska domena (country code top-level domain - ccTLD) za Sveti Vincent i Grenadine. Domenom upravlja Ministarstvo telekomunikacija, znanosti, tehnologije i industrije.

## Vanjske poveznice
- IANA .vc whois informacija  Arhivirana inačica izvorne stranice od 17. rujna 2004. (Wayback Machine)